# Dům Eberhard
Dům Eberhard je měšťanský dům na náměstí Krále Jiřího z Poděbrad, konkrétně na jeho konci u ulice Svobody, v Chebu.  Je pojmenovaný po malíři Georgu Adamu Eberhardovi, jehož rod dům vlastnil 100 let od roku 1658. Po otevření horní strany náměstí a výstavbě Nádražní ulice (dnes Svobody) byl dům přestavěn chebským architektem Adamem Haberzettlem v historizujícím stylu.